# Miomantis monacha
Miomantis monacha är en bönsyrseart som beskrevs av Fabricius 1787. Miomantis monacha ingår i släktet Miomantis och familjen Mantidae. Inga underarter finns listade i Catalogue of Life.